# Кучерук В’ячеслав Вікторович
В'ячеслав Кучерук (29 травня 1980, місто Шепетівка, Хмельницька область — 4 квітня 2025, поблизу с. Малі Щербаки, Запорізька область) — український військовик, учасник захисту України від російського вторгнення. Заступник командира групи 1 ескадрону Інтернаціонального легіону ГУР МО.

## Життєпис
В'ячеслав Кучерук народився 29 травня 1980 року у місті Шепетівка. Батько працював на водоканалі, матір у хірургічному відділені міської лікарні. У родині був також старший син Руслан.
Навчався в ЗОШ № 2. З 1996 по 1998 рік здобував фах у Козятинському СПТУ-17. Проходив строкову військову службу в Національній гвардії у 1998—1999 роках, мав звання сержанта, був командиром відділення.
Вступив до лав Шепетівського козацького товариства ім. Семена Палія.
Член партії ВО «Свобода» з 2012 року. Учасник Революції гідності. Від початку російського вторгнення воював у складі 8 полку ССО у 2015—2016 роках на Луганщині та Донеччині, отримав поранення, нагороджений медаллю «За мужність». Демобілізувався у 2017.
З березня по червень 2022 — брав участь у боях на Київщині та Харківщині у складі 1 окремої бригади спеціального призначення імені Івана Богуна.
2 травня 2022, під час урочистого прийняття присяги добровольчими формуваннями самооборони Шепетівки на місцевому стадіоні Кучерук, як один з організаторів добровольчого руху на Шепетівщині, зачитав від імені сотень присутніх добровольців присягу на вірність українському народові.
У червні 2022 — березні 2024 року брав участь у боях на Харківщині, Луганщині, Донеччині та Херсонщині в складі окремих загонів ССО. Від березня 2024 року служив у 1 ескадроні Інтернаціонального легіону ГУР МО, де продовжував участь у бойових діях до лютого 2025 року.
В'ячеслав Кучерук загинув 4 квітня 2025 внаслідок влучання російського дрона під час штурму російських позицій на Запорізькому напрямку, поблизу села Малі Щербаки.
10 квітня 2025 у Шепетівці на площі Тараса Шевченка відбулося урочисте прощання з Кучеруком. Свій прах він заповів розвіяти над Говерлою.

## Родина
Дружина Ірина, донька Софія.

## Нагороди та звання
- орден «За мужність»[джерело?]
- «За військову доблесть»[джерело?]